# Terbutaline
La terbutaline est un médicament sympathicomimétique agoniste des récepteurs β2-adrénergiques, utilisé comme bronchodilatateur à action rapide et pour retarder l'accouchement prématuré.

## Propriétés de la molécule
La terbutaline est une substance cristalline incolore.
Le sulfate de terbutaline est une poudre cristalline blanche à blanc-grisâtre, soluble à raison de 1 g / 1-5  ml d'eau et 1 g / 250 ml d'éthanol. Sa saveur est amère.

## Indications
Les indications sont :
- traitement symptomatique des crises d'asthme aiguës ;
- prophylaxie de l'asthme bronchial ;
- BPCO ;
- (parentéral) tocolyse en cas d'accouchement prématuré.

## Stéréochimie
La terbutaline contient un stéréocentre et se compose donc de deux énantiomères. Pratiquement c'est le racémique, c'est-à-dire le mélange 1:1 des formes (R) et (S) qui est utilisé :
| Énantiomères de terbutaline | Énantiomères de terbutaline |
| --------------------------- | --------------------------- |
| numéro CAS : 37394-31-3     | numéro CAS : 90877-48-8     |